# Söderfors GoIF
Söderfors GoIF, bildad 1904, är en idrottsförening från Söderfors, Uppsala län. Klubben är mest känd för sina framgångar i bandy för herrar, som spelat i Sveriges näst högsta division, men bedriver även fotboll och skidsport. 
Klubbfärgerna är orange, svart och vit. 
Söderfors GoIF har fostrat bandyspelarna Mikael och Patrik Nilsson, såväl som Erik Pettersson. Andra kända spelare som har representerat laget är Daniel Berlin, Linus Pettersson och David Pizzoni Elfving
Föreningen huserar på klassiska Bruksvallen i Söderfors. Där finns fotbollsplan, konstfrusen bandyplan samt elljusspår.